# Necroscardia funeratella
Necroscardia funeratella är en fjärilsart som beskrevs av Philipp Christoph Zeller 1863. Necroscardia funeratella ingår i släktet Necroscardia och familjen äkta malar.
Artens utbredningsområde är Venezuela. Inga underarter finns listade i Catalogue of Life.